# William Wyss
William Wyss (* 23. Oktober 1938 in Grasswil, heimatberechtigt in Habkern) ist ein Schweizer Politiker (SVP).

## Biografie
William Wyss ist diplomierter Landwirt. 1974 bis 1987 war er Berner Grossrat und von 1975 bis 1983 Gemeinderat von Seeberg. Bei den Schweizer Parlamentswahlen 1987 wurde er in den Nationalrat gewählt und 1995 bestätigt. Seine Amtszeit im Nationalrat dauerte vom 30. November 1987 bis am 24. November 1991 und vom 30. November 1992 bis am 5. Dezember 1999. Als Nachfolger von Fritz Räz war er von 1989/90 bis 1997 Präsident des Milchverbands Bern sowie als Nachfolger von Fritz Abraham Oehrli und Vorgänger von Walter Balmer von 1997 bis 2001 Präsident der Lobag (Bernischer Bauernverband). Im Militär bekleidete er den Rang eines Oberleutnants.
Er ist verheiratet und hat drei Kinder.